# Gafanhoto-gigante
O gafanhoto-gigante (nome científico: Tropidacris dux) é um gafanhoto cujo regime alimentar é polífago, possuindo distribuição amazônica e porte avantajado. É o maior gafanhoto do mundo, medindo cerca de 25 centímetros.